# Ex oratorio di San Sebastiano (Finale Ligure)
L'ex oratorio di San Sebastiano è stato un edificio religioso sino al 2022, poi ridotto ad uso profano. Di proprietà privata, è sito in località Calvisio Vecchia a Finale Ligure, in provincia di Savona.

## Storia e descrizione

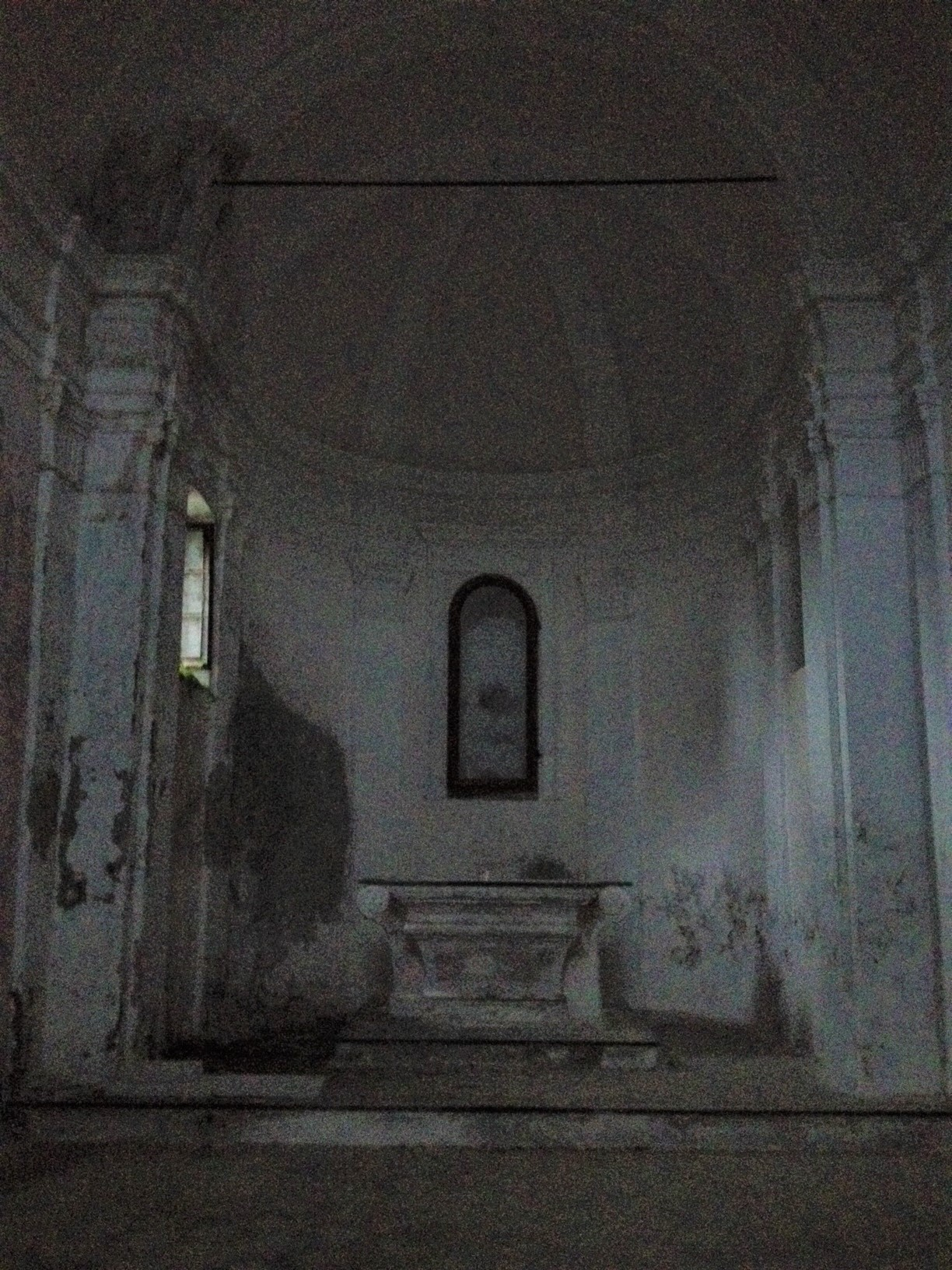
Il presbiterio

L'oratorio si presenta ad aula unica di modeste dimensioni, con presbiterio absidato e facciata a capanna, su cui insiste il portone di ingresso posto in cima ad una breve scalinata e sormontato da un finestrone. Sul lato sinistro è presente una piccola sagrestia. L'attuale aspetto è il risultato di un rifacimento seicentesco, su precedente edificio di origini risalenti forse al tardo Quattrocento o primi del Cinquecento. Alcune piccole tracce di affreschi databili alla fine del XV secolo o inizi XVI secolo sono ancora visibili in controfacciata e sopra la porta che dalla sacrestia conduce in oratorio. Si tratta di frammenti raffiguranti diversi personaggi, tra cui si possono intuire i confratelli con indosso la "cappa": il tipico abito confraternale. All'interno dell'oratorio non sono conservati arredi od opere d'arte, trasferiti a valle nella locale nuova chiesa parrocchiale costruita negli anni Trenta del Novecento, ove ha trovato nuova sede anche l'omonima confraternita.